# Parafia Wniebowstąpienia Pańskiego w Unalasce
Parafia Wniebowstąpienia Pańskiego – prawosławna parafia w Unalasce, w dekanacie Unalaska diecezji Alaski.

## Historia
Wspólnota prawosławna na wyspie Unalaska powstała przed 1808 w toku działań misjonarzy z Rosji. W 1808 w dzisiejszym mieście Unalaska znajdowała się już ośmioboczna kaplica. W 1824 w miejscu tym została erygowana parafia z ks. Iwanem Weniaminowem jako pierwszym proboszczem. Rok później kapłan ten doprowadził do wzniesienia nowej kaplicy, w czym pomagała miejscowa ludność. W ciągu dziesięcioletniej pracy w Unalasce ks. Weniaminow, późniejszy św. Innocenty z Alaski, wykonał znaczącą część swojej pracy nad opracowaniem alfabetu dla języka aleuckiego oraz tłumaczeniu na ten język ksiąg liturgicznych oraz Ewangelii św. Mateusza.
W 1858 nową, większą cerkiew wzniósł dla parafii ks. Innocenty Szajsnikow. Obecna świątynia powstała w latach 1890–1896.
W parafii w użyciu są języki: aleucki, cerkiewnosłowiański oraz angielski. 